# Variabele spanner
De variabele spanner (Hydriomena furcata) is een nachtvlinder uit de familie van de spanners, de Geometridae.

## Kenmerken
De voorvleugellengte bedraagt tussen de 14 en 18 millimeter. De vleugel heeft meestal een groene grondkleur, maar soms ook een gele of grijze. Dwars over de vleugel lopen diverse zwarte dwarslijnen, de tekening is echter zeer variabel. De rand van de voorvleugel heeft vlak bij de basis een hoek, die de suggestie wekt van een schouder. De soort kan verward worden met bijvoorbeeld de groenbandspanner en Hydriomena ruberata. Ten opzichte van deze twee soorten vliegt de variabele spanner echter vroeger, en heeft in de buitenhoek slechts één schuin zwart streepje staan, in plaats van twee.

## Waardplanten
De variabele spanner gebruikt loofbomen als de wilg en bosbes als waardplanten. De rups is te vinden van april tot juli. De soort overwintert als ei.

## Voorkomen
De soort komt verspreid over het Palearctisch gebied voor en is ook bekend uit Noord-Amerika.

### Nederland en België
De variabele spanner is in Nederland en België een algemene soort, die verspreid over het hele gebied kan worden gezien. De vlinder kent jaarlijks één generatie die vliegt van mei tot en met augustus.